# 德爾瓦埃爾冰隆
德爾瓦埃爾冰隆（英語：Derwael Ice Rise），是南極洲的冰隆，位於毛德皇后地的朗希爾德公主海岸，處於布雷德灣以東70公里，長40公里、寬35公里，海拔高度約400米，現時由南極條約體系管理。